# Ботаник (фильм)
Ботаник (англ. The Botanist) — канадский документальный короткометражный фильм 2016 года, режиссёры Мод Плант-Хусарук и Максим Лакост-Лебюи. Фильм представляет собой портрет Раимберди, таджикского ботаника, который построил собственную частную гидроэлектростанцию, чтобы снабжать свою семью и общину электроэнергией во время голода, последовавшего за распадом Советского Союза. 
Премьера фильма состоялась в июне 2016 года на фестивале AFI Docs. Позднее фильм был показан на Международном фестивале документального кино в Монреале в 2016 году, где получил награду за лучший канадский короткометражный или средне-многометровый фильм.
Фильм вошёл в ежегодный список десяти лучших канадских фильмов 2017 года на Международном кинофестивале в Торонто.